# 다카이시시
다카이시시(일본어: 高石市)는 일본 오사카부 중남부에 있는 시이다.
오사카부의 시 중에서 후지이데라시(8.89km2)에 이어 두 번째로 면적이 좁지만 임해부는 석유 콤비나트(combinat), 내륙부는 주택 지역으로 발전하고 있다. 방재나 육아 지원 등에 힘을 쓰고 있어 살기 좋은 마을 조성을 적극적으로 추진하고 있다.

## 지리
오사카부 센슈 지역의 북부(센보쿠)에 위치하고 북쪽과 동쪽은 사카이시(니시구), 남쪽은 이즈미시와 이즈미오쓰시와 각각 인접하고 서쪽은 오사카만과 접한다.
시내는 거의 전역이 평탄하고 길이는 동서 6.1km, 남북 4.1km이며 면적은 11.35km2로 작다. 교통망은 오사카부도 204호 한난선, 국도 26호선, 오사카부도 30호 오사카 이즈미 센난선, 한신 고속도로 4호 만안선 등 주요 도로와 함께 난카이 본선과 JR 한와선 등 2개의 철도 노선이 남북으로 지난다. 또 하고로모역, 다카이시역, 도노키역 등 3개 역에서 오사카시 중심부까지 소요 시간은 약 20분이고 간사이 국제공항에서도 20여km로 가까워 온난한 기후와 함께 편리하고 살기 좋은 주택지로 발전하고 있다.

## 역사
- 1889년 4월 1일 - 정촌제 시행으로 오도리군 다카이시촌이 성립하였다.
- 1896년 4월 1일 - 센보쿠군이 성립하였다.
- 1915년 4월 1일 - 정으로 승격해 센보쿠군 다카이시정이 되었다.
- 1953년 4월 1일 - 센보쿠군 도리시촌을 편입하였다.
- 1966년 11월 1일 - 시로 승격해 다카이시시가 되었다.

## 교통

### 철도
- 난카이 전기 철도
  - 본선
  - 다카시노하마선

- 서일본 여객철도
  - 한와선

### 도로
- 한신 고속도로
- 국도 제26호선

## 인구
| 연도 | 인구   | ±%     |
| ---- | ------ | ------ |
| 1920 | 8,433  | —      |
| 1930 | 13,074 | +55.0% |
| 1940 | 18,886 | +44.5% |
| 1950 | 24,557 | +30.0% |
| 1960 | 34,104 | +38.9% |
| 1970 | 61,442 | +80.2% |
| 1980 | 66,815 | +8.7%  |
| 1990 | 65,086 | −2.6%  |
| 2000 | 62,260 | −4.3%  |
| 2010 | 59,523 | −4.4%  |